# Pratulum pulchellum
Pratulum pulchellum är en musselart som först beskrevs av Gray 1843.  Pratulum pulchellum ingår i släktet Pratulum och familjen hjärtmusslor. Inga underarter finns listade i Catalogue of Life.

## Bildgalleri

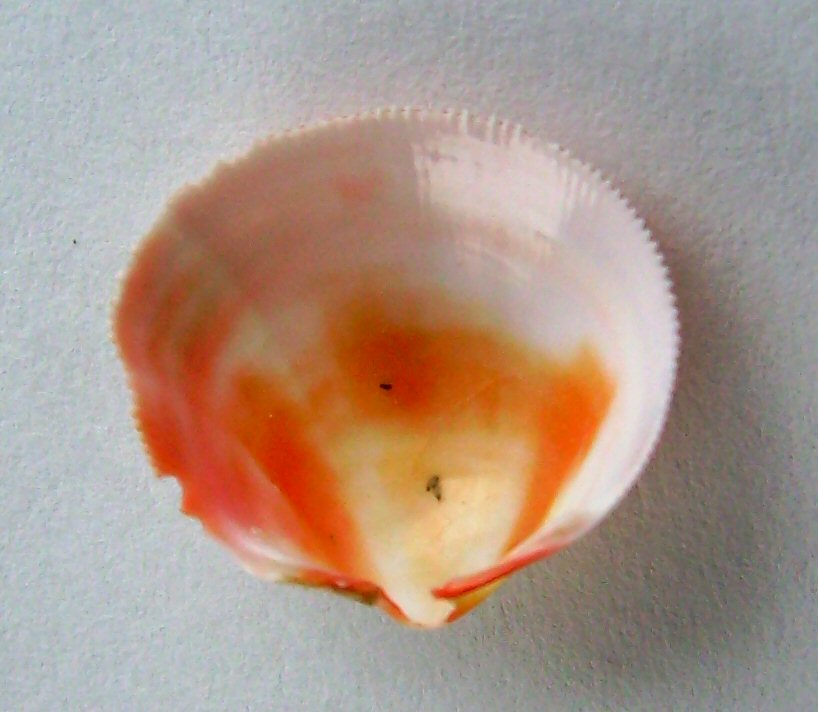